# شورش‌های ۲۰۱۲ ایالت راخین
شورش‌های ایالت راخین رشته منازعاتی ست که بین مسلمانان روهینگیا و قوم راخین در شمال ایالت راخین میانمار در سال ۲۰۱۲ واقع شده است. شورش‌ها پس از هفته‌ها مناقشه فرقه‌ای شروع شد و توسط بیشتر مردم دو سوی نزاع محکوم شده است. دلیل اصلی شورشها روشن نیست، ولی برخی صاحبنظران به کشتار ده مسلمان برمه‌ای به دست قومیت رانکین در پی تجاوز و قتل یک زن رانکین به عنوان عامل اصلی اشاره می‌کنند. دولت با اعمال حکومت نظامی و افزایش نیرو در منطقه بدان پاسخ داده است. در ۱۰ ژوئن در راخین وضع اضطراری اعلام شد که به نظامیان اجازه داد در ادارهٔ منطقه دخالت کنند.
شروع ماجرا از آنجا بود که سه جوان مسلمان به تجاوز و قتل یک دختر بودایی متهم شدند. یک نفر از آنان پس از دستگیری خودکشی کرد و دو تن دیگر به اعدام محکوم شدند. جامعه مسلمانان مدعی است که دختر همراه یکی از این سه پسر فرار کرده است. حمله به یک اتوبوس مسلمانان و کشتار ده نفر آغاز سلسله وقایع بعد از آن بود.
برخی گزارش‌ها حاکی از قتل ۲۰۰۰۰ مسلمان است. همچنین گفته می‌شود که نیروهای نظامی برمه به مهاجمین کمک می‌کنند و این کشتار در سکوت رسانه‌های خبری و سازمان ملل در حال انجام است.
به گزارش سازمان عفو بین‌الملل بوداییان عامل کشتار، تجاوز و آتش‌زدن هزاران خانه مسلمانان شناخته شده‌اند. دولت میانمار مانع دسترسی خبرنگاران به منطقه می‌شود. بسیاری از مسلمانان محل زندگی خود را رها کرده و به بنگلادش پناهنده شده‌اند.

## ریشه درگیری‌ها
تقریباً تا سال ۱۷۷۴ میلادی مسلمانان در آنجا مشکل نداشتند، در آن مقطع یک بودایی به نام بوداپایا در آن منطقه به قدرت می‌رسد و با مسلمانان بنای ناسازگاری می‌گذارد و اجرای قوانین اسلامی را ملغی می‌کند. از آن زمان به بعد اختلافات مسلمانان میانمار با دولت شروع می‌شود. از آن زمان است که حقوق مسلمانان نادیده گرفته می‌شود، تبعیض‌ها تشدید می‌شود و مسئله مسلمانان به تدریج به عنوان یک معضل مطرح و کشورهای منطقه متوجه این موضوع می‌شوند و حتی به سطح بین‌المللی نیز می‌رود و تا امروز نیز از موضوعات حقوق بشری در سطح بین‌الملل است. در این مدت تعدادی از مسلمانان گروه‌های چریکی تشکیل دادند و مبارزاتی هم داشتند و برخی برای اینکه از این وضعیت رها بشوند، به کشورهای هند و بنگلادش مهاجرت کردند و در آنجا زندگی می‌کنند.

## پیامدها
در نتیجه خشونت‌ها ۹۰۰ هزار نفر آواره شدند. بیش از ۲۵۲۸ خانه سوزانده شد که ۱۳۳۶ تا متعلق به راخینها و ۱۱۹۲ تا مربوط به مسلمانان بوده است. پلیس و ارتش میانمار متهم به داشتن یک نقش اساسی در هدف قرار دادن روهینگیاها از طریق بازداشتهای دست جمعی و خشونت بوده‌اند.
این دولت که مورد تحسین آمریکا و اتحادیه اروپا قرار گرفته است از سوی عفو بین‌الملل و دیگر گروه‌های حقوق بشری مورد انتقاد قرار گرفته است که اعلام کرده‌اند روهینگیاها دهه‌ها مورد تبعیض سازمان یافته دولتی قرار داشته‌اند.

## واکنش مسئولان ایرانی
سید حسین نقوی حسینی سخنگوی کمیسیون امنیت ملی مجلس با اشاره به بیانیه ۲۳۲ نماینده مجلس شورای اسلامی در محکومیت حوادث میانمار گفت: مجلس در این بیانیه از مجامع بین‌المللی درخواست جدی داشته تا نسبت به حوادث میانمار عکس‌العمل نشان دهند.